# 러브스토리 (소설)
러브스토리(영어: Love Story)는 에릭 시걸이 1970년에 쓴 로맨틱 소설이다. 부유한 하버드생 올리버 배럿 4세와 래드클리프 칼리지의 고학생 제니퍼 캐빌레리 배럿의 비극적인 사랑 이야기를 담았다. 같은 해 12월, 라이언 오닐과 알리 맥그로우 주연의 영화로 제작되어 흥행에서도 큰 성공을 거두었다. 1977년 속편 《Oliver's Story》가 출판되었다.

## 줄거리
러브스토리는 두 명의 대학생이 사랑에 빠지는 이야기이다.  올리버 베렛 4세는 스포츠를 좋아하는 평범한 청년으로 그의 재벌 아버지의 유일한 상속자이다.  제니퍼 카빌레리는 로드 아일랜드 주의 제과점의 딸이며 재치가 넘친 여성이다.  올리버는 하버드 대학에서 가족의 사업을 물려 받을 준비를 하고 있는 반면 제니퍼는 래드클리프 대학에서 음악을 전공하며 파리에서 유학할 준비를 한다.  전공은 달랐지만, 올리버와 제니는 서로 즉시 가까와지고 데이트를 시작한다.  대학교를 졸업 하자마자 그 둘은 결혼하기로 결심하지만, 올리버의 아버지는 반대를 하고 올리버는 그의 아버지와 의절을 한다.  올리버는 부모의 도움없이 결혼을 하고 같이 살지만 그의 하버드 법학대학원 학비를 내기 위해 맞벌이로 돈을 벌어 어려운 생활을 하게 된다.  올리버는 하버드 법학대학원을 우수한 성적으로 졸업하여 취직이 되어 제니는 전업 주부의 길을 가게 된다.  부부는 아이를 낳기로 결정하지만 제니퍼가 임신에 번번히 실패하자 그들은 의사에 도움을 요청한다.  의사는 제니퍼가 백혈병 말기임을 올리버에게 통보한다.  올리버는 이 사실을 제니퍼 몰래 혼자 끙끙히 앓다가 결국 제니퍼도 알게 된다.  올리버는 병원치료에 재정적 도움이 필요하자 급기야 자신의 아버지를 찾게 되고 급돈을 빌리게 된다.  하지만 돈을 갖고 병원에 오자 제니퍼는 죽게 된다.  이 때 올리버의 아버지가 병원에 오자 올리버는 그에게 "사랑은 미안하다는 말을 하지 않는 것이다" 라고 전에 제니퍼가 그에게 한말을 다시 한다.  

## 같이 보기
- 러브스토리 (1970년 영화)